# 萨利达 (科罗拉多州)
萨利达（英語：Salida），是美国科罗拉多州查菲县下属的一座城市。建市于1891年3月23日，面积大约为2.574平方英里（6.666平方公里）。根据2010年美国人口普查，该市有人口5,236人。2011年估计该市有人口5,274人，相比2010年人口增长率为0.73%。同时，论人口该市是科罗拉多州第71大城市。